# Gokyo (Népal)
Pour les articles homonymes, voir Gokyo.
Gokyo  est un petit village dans le district de Solukhumbu dans l'Himalaya, au Népal, au pied du Gokyo Ri (en) et sur la rive orientale du lac de Gokyo (Dudh Pokhari).   
Le village, composé de seulement quelques maisons en pierre et de plusieurs hôtels, est situé à une altitude de 4,750 mètres, ce qui en fait l'une des plus grandes colonies d'altitude au Népal et dans le monde, mais qui n'est pas habitée en permanence tout au long de l'année, car il est essentiellement un lieu d'auberges de jeunesse pour les randonneurs et les alpinistes, et les pâturages en été pour les troupeaux de yacks. 
En hiver, le village est pratiquement inhabité à cause du froid intense et de beaucoup de neige. 
Au sud, le sentier qui mène à Namche Bazar, traverse le village de Machhermo (4 410 m),.

Gokyo
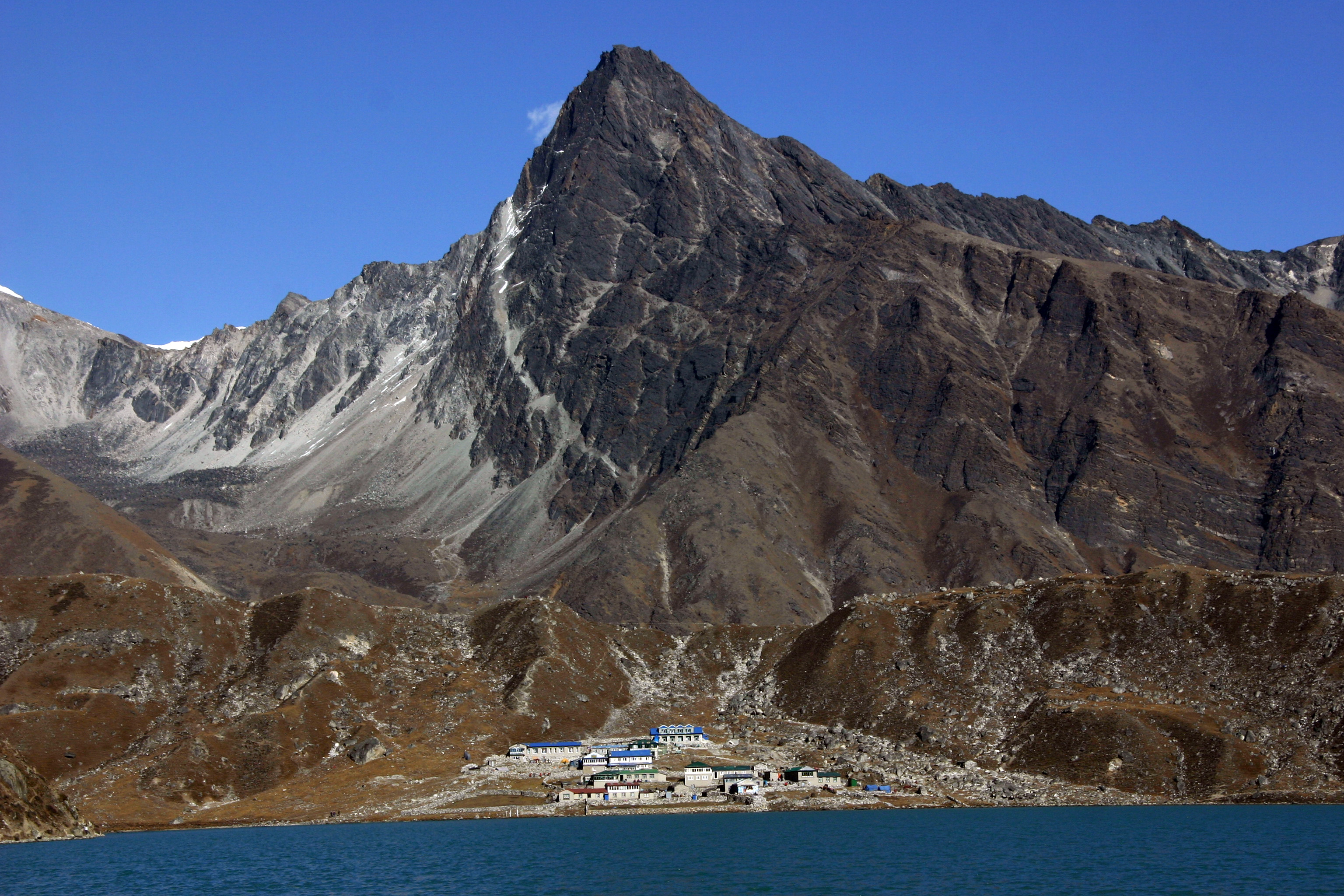
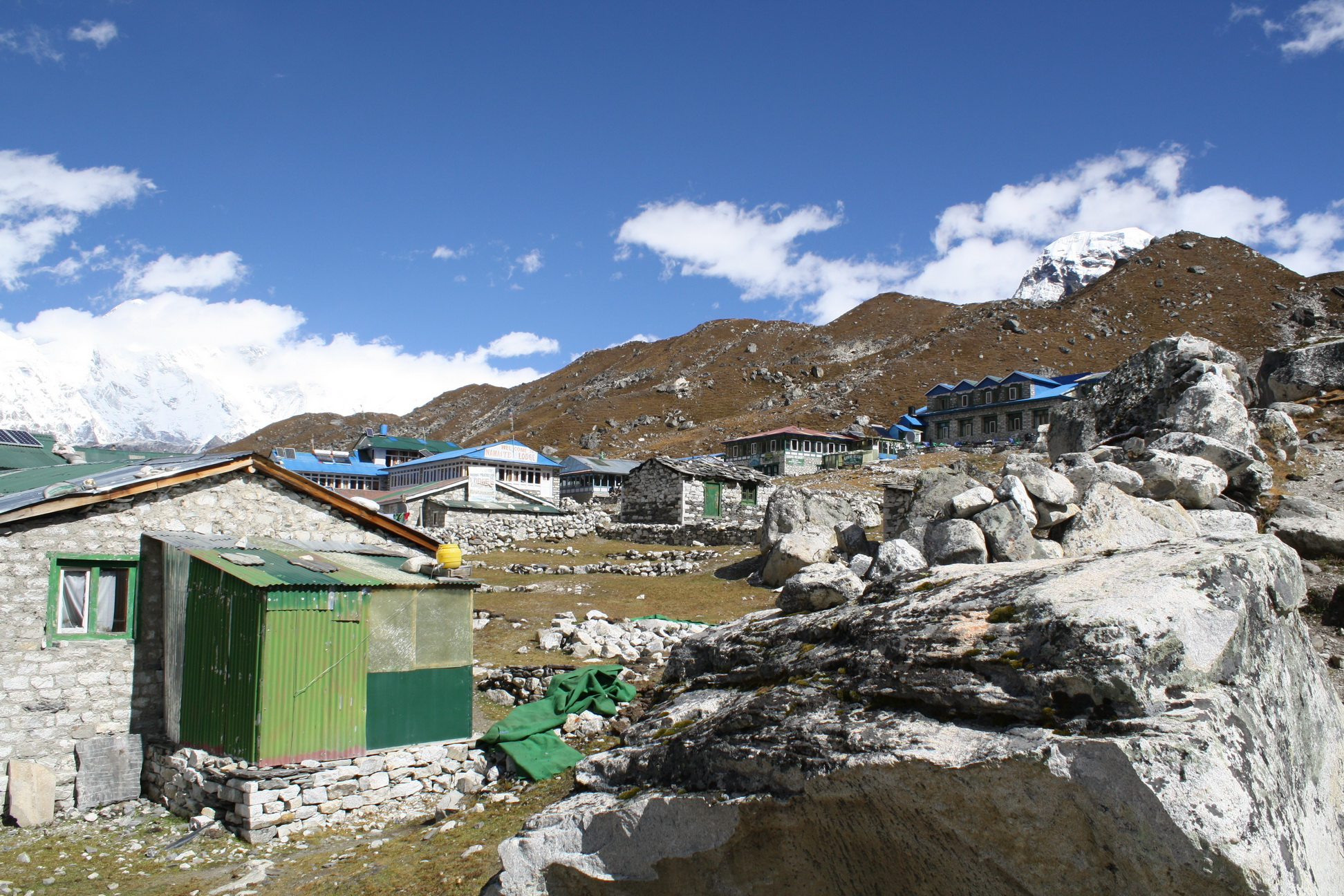
Village du Gokyo
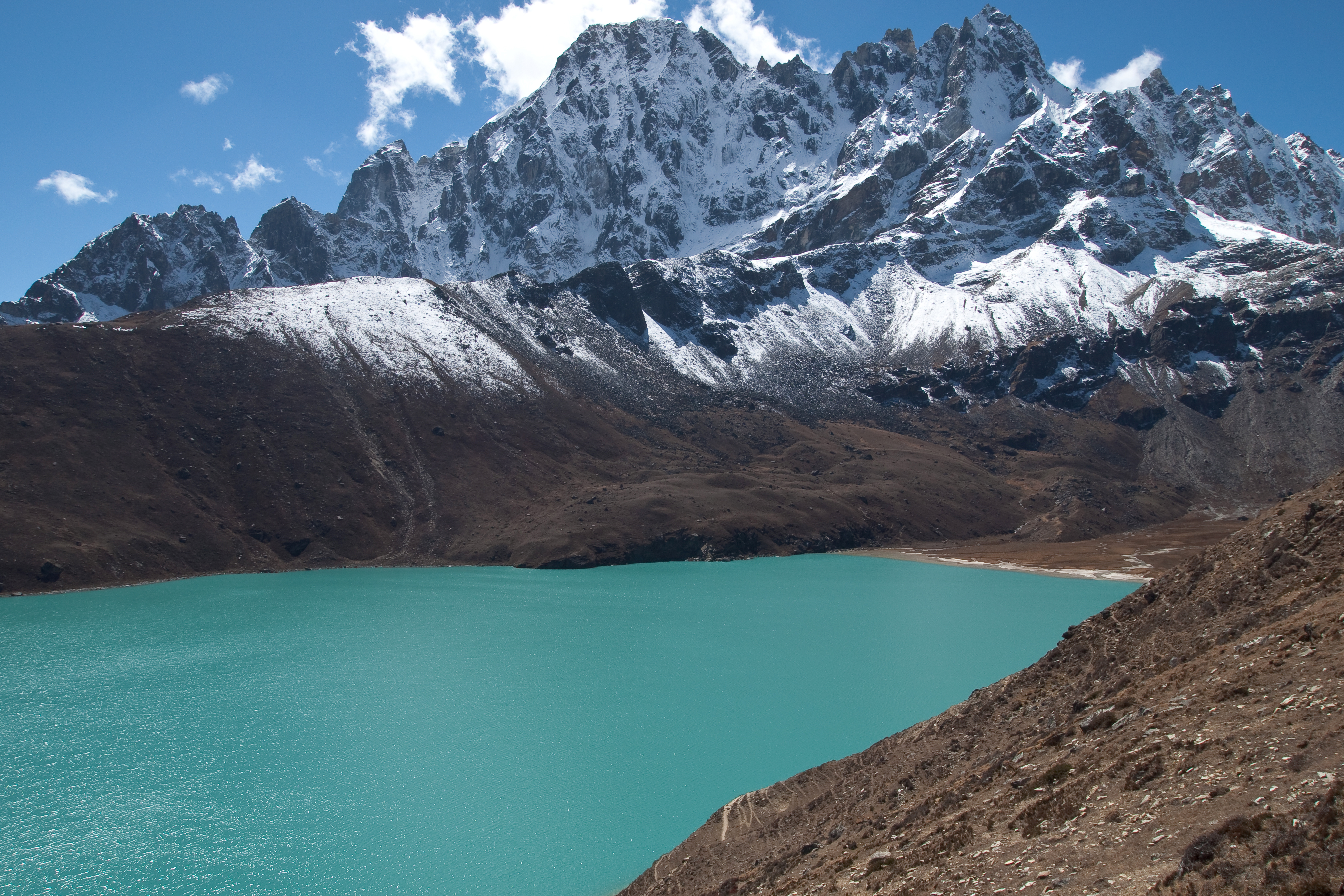
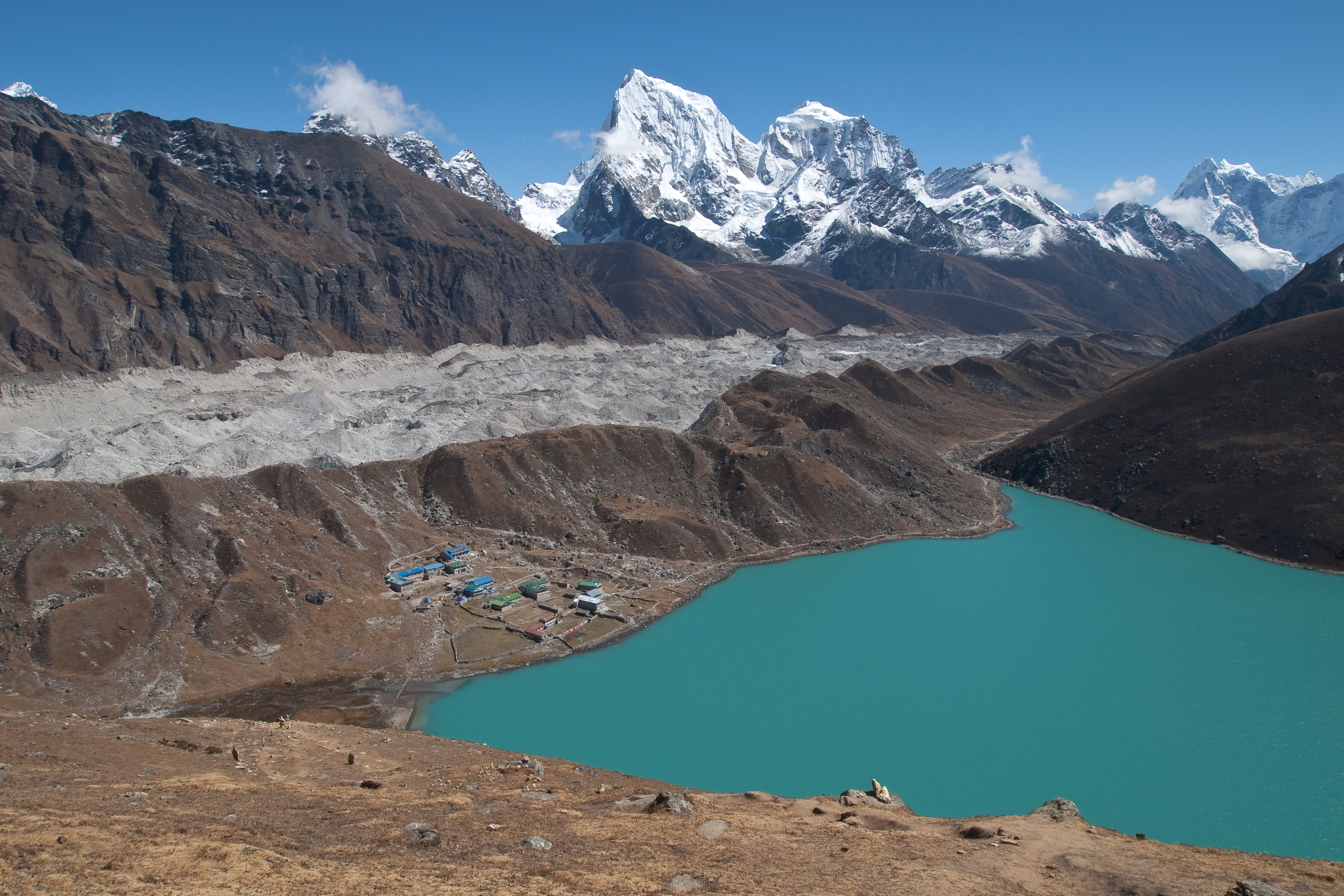
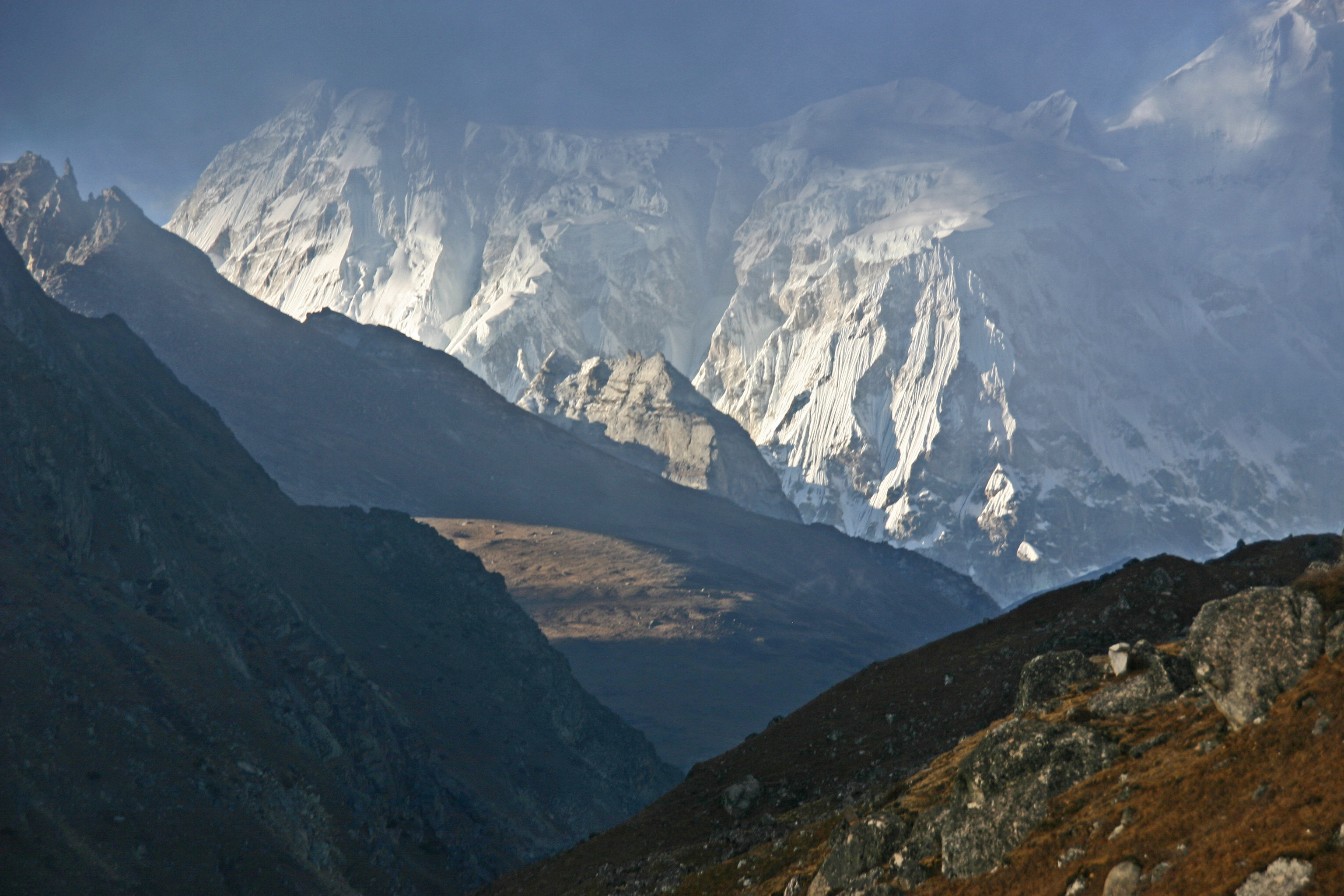